# Lambro (Campanie)
Pour l’article ayant un titre homophone, voir Lambro (rivière).
Le Lambro ou Rubicante est un fleuve de la Campanie en Italie.
Ne pas confondre avec le fleuve Lambro de la région Lombardie

## Géographie
Il naît au mont Scanno d'Aniello (1 403 m) dans la commune de Salerne.
Sa longueur est de 22 km. Il se jette dans la Mer Tyrrhénienne,
dans la commune de Centola qui est située à 134 km de Salerne (sur la SS. 447)  précisément dans le hameau de  Futani, (113 km de Salerne. Près du cap Palinuro).